# ジェルミナル (1993年の映画)
『ジェルミナル』（Germinal ）は、1993年のフランス映画。

## 概要
文豪エミール・ゾラの『ジェルミナール』をクロード・ベリが、35億円という当時としては破格の巨費を投じて映画化した大型文芸超大作映画である。19世紀末の北フランスの炭坑夫たちと機械工、労働者階級の対立と暴動、そして彼らを支える労働者の家族の苦悩を描く。

## スタッフ
- 監督・製作・脚本：クロード・ベリ

- 製作：ピエール・グルンステイン（フランス語版）
- 脚本：アルレット・ラングマン（フランス語版）
- 原作：エミール・ゾラ（河内清訳、中公文庫全2巻）
- 撮影：イヴ・アンジェロ（フランス語版）
- 音楽：ジャン＝ルイ・ローク（フランス語版）
- 特殊：デレク・メディングス
- 編集：エルヴェ・ド・リューズ

## キャスト
| 役名                     | 俳優                                   | 日本語吹替 | 日本語吹替 |
| 役名                     | 俳優                                   | VHS版      |            |
| ------------------------ | -------------------------------------- | ---------- | ---------- |
| マユ                     | ジェラール・ドパルデュー               | 大友龍三郎 |            |
| エチエンヌ・ランチェ     | ルノー                                 | 小川真司   |            |
| マウード                 | ミウ＝ミウ                             | 鈴木弘子   |            |
| カトリーヌ               | ジュディット・アンリ                   | 佐久間レイ |            |
| ボンヌモール             | ジャン・カルメ                         | 石森達幸   |            |
| シャヴァル               | ジャン＝ロジェ・ミロ                   | 小山武宏   |            |
| スヴァリーヌ             | ロラン・テルジェフ                     | 小室正幸   |            |
| ラスヌール               | ジャン＝ピエール・ビッソン             | 納谷六朗   |            |
| フィリップ・エヌボー     | ジャック・ダクミーヌ                   | 糸博       |            |
| エヌボー夫人             | アニー・デュペレー                     | 弘中くみ子 |            |
| ネグレル                 | フレデリック・ヴァン・デン・ドリーシュ | 星野充昭   |            |
| ヴィクトール・ドヌーラン | ベルナール・フレッソン                 |            |            |
| メグラ                   | ジェラール・クロシュ                   |            |            |
| グレゴワール夫人         | アニック・アラーヌ                     |            |            |
| セシル・グレゴワール     | セシル・ボワ                           |            |            |
| ラ・ルヴァック           | ヨランド・モロー                       |            |            |
| ラ・ムケット             | アンヌ＝マリー・ピザニ                 |            |            |
| ダンサエール             | フレッド・ユリス                       |            |            |
| ルヴァック               | ジョルジュ・スタケ                     |            |            |